# Sygnalizacja komórkowa
Sygnalizacja komórkowa – część złożonego systemu komunikacji, który reguluje procesy zachodzące w komórkach i koordynuje ich aktywność.
Organizmy jednokomórkowe zmieniają swoje zachowanie w odpowiedzi na różne zmiany w środowisku. Choć generalnie komórki bakterii czy drożdży są indywidualnymi organizmami, potrafią się ze sobą komunikować i wpływać na siebie. Przykładowo komórki drożdży produkują specjalne czynniki, które dla sąsiednich komórek przeciwnego typu płciowego są sygnałem, by przygotowały się do koniugacji. Bakterie komunikują się ze sobą w zależności od zagęszczenia populacji – zjawisko to określane jest mianem quorum sensing.
Komórki wielokomórkowych organizmów wykrywają i odpowiadają na niezliczoną ilość wewnątrz- i zewnątrzkomórkowych sygnałów. Mechanizmy komunikacji komórek takich organizmów wykazują ogromną złożoność. Komórki potrafią odbierać, selekcjonować, analizować i odpowiadać na sygnały ze środowiska oraz od innych komórek. W komunikacji między komórkami takich organizmów często pośredniczą pozakomórkowe cząsteczki sygnałowe. Cząsteczki służące do komunikacji między różnymi osobnikami w obrębie gatunku nazywane są feromonami.
Organizm o rozbudowanym systemie komunikacji musi koordynować procesy, które w nim zachodzą. Sygnały komórkowe kontrolują m.in. wzrost komórki, apoptozę, różnicowanie, ruch, zdolność do adaptacji i już na wczesnym etapie rozwoju komórki determinują jej przyszłą rolę oraz funkcję. Bodźcami wyzwalającymi odpowiedź komórkową mogą być małe cząsteczki (np. jony), większe cząsteczki (np. hormony, cytokiny, czynniki wzrostu, toksyny, alergeny), a także takie zjawiska jak kontakt komórka-komórka, adhezja komórkowa do składników macierzy międzykomórkowej, deformacje komórki bądź jej uszkodzenie.

## Mechanizmy sygnalizacji międzykomórkowej
Sygnalizacja międzykomórkowa może wykorzystywać:
- przekaźniki pozakomórkowe – komórki wysyłają sygnał w formie cząsteczek przekaźnikowych, który komórka docelowa przekształca w reakcje biochemiczne;
- połączenia szczelinowe – komunikacja między sąsiadującymi komórkami może przebiegać przez połączenia szczelinowe, które są kanałami pozwalającymi na wymianę metabolitów i cząsteczek sygnałowych między komórkami;
- interakcje komórka-komórka za pośrednictwem białek powierzchniowych – białko powierzchniowe jednej komórki łączy się specyficznie z komplementarnym białkiem na innej komórce. Przez powstanie tego kompleksu uaktywnia się wewnątrzkomórkowy szlak sygnałowy;
- sygnalizację elektryczną – przewodnictwo impulsów elektrycznych komórek nerwowych polega na zmianach w potencjale błonowym. Komórki nerwowe wykorzystują te zmiany do komunikacji z innymi komórkami przez synapsy. Sygnał elektryczny może tam być zamieniany na sygnał chemiczny[6].

Sygnały mogą być przekazywane na duże odległości lub też przekazywać informacje lokalnie, między sąsiadującymi komórkami. W związku z tym można wyróżnić następujące rodzaje sygnalizacji międzykomórkowej:
- hormonalna (endokrynowa) – cząsteczki sygnałowe zwane hormonami rozsyłane są po całym organizmie. U zwierząt hormony wytwarzane są przez tzw. komórki endokrynowe i wydzielane do krwiobiegu; u roślin sygnał rozprzestrzenia się przez sok[5];
- parakrynowa – cząsteczki sygnałowe działają jako mediatory lokalne – rozprzestrzeniają się miejscowo, w pobliżu komórki, która je wydzieliła. W ten sposób działają m.in. cząsteczki sygnałowe regulujące stany zapalne w miejscach infekcji (np. histamina) lub proliferację komórek przy gojeniu się ran (np. naskórkowy czynnik wzrostu)[5];
- nerwowa (neuronowa) – sygnał przekazywany jest na duże odległości w szybkim tempie z wykorzystaniem komórek nerwowych. Sygnał elektryczny wysłany wzdłuż aksonu dociera do synapsy na jego końcu, co powoduje wydzielenie chemicznego sygnału – neurotransmitera (np. acetylocholiny). Dociera on do specyficznych receptorów komórki docelowej (na błonie postsynaptycznej), przekazując sygnał[1];
- sygnalizacja przez kontakt bezpośredni – komórki komunikują się bezpośrednio przez cząsteczki sygnałowe. Zakotwiczona w błonie cząsteczka sygnałowa komórki sygnalizującej wiąże się z cząsteczką receptora w błonie komórki docelowej[5].

## Transdukcja sygnału
Odbiór sygnału polega na wiązaniu się cząsteczki sygnałowej (ligandu) do białka receptorowego na powierzchni komórki lub w jej wnętrzu. Aktywowany w ten sposób receptor aktywuje wewnątrzkomórkowy szlak sygnałowy. Sygnał przekazywany jest przez białka sygnałowe na białka efektorowe, występujące na końcu szlaku sygnałowego. Nadchodzący sygnał modyfikuje je w pewien sposób i ostatecznie wprowadza odpowiednią zmianę w zachowaniu komórki. Białkami efektorowymi mogą być np. czynniki transkrypcyjne, kanały jonowe, enzymy sterujące metabolizmem, części cytoszkieletu.
Komórka mając wiele receptorów jest wrażliwa na wiele różnych sygnałów jednocześnie, a one mogą łącznie wywołać inny efekt niż suma każdego z osobna. Przykładowo wiele komórek wymaga specyficznej kombinacji sygnałów, aby podtrzymać swoje życie – bez niej ulega apoptozie. Jeden rodzaj sygnału wiążący się z jednym typem receptora może w docelowej komórce wywołać wiele równoczesnych efektów (np. zmiana w metabolizmie, ekspresji genów, ruchu, kształcie). Komórki mogą różnić się wewnątrzkomórkowym systemem przekazywania sygnału, przez co różne komórki mogą różnie odpowiadać na ten sam sygnał. Przykładowo podobne receptory dla acetylocholiny występują w komórce mięśnia sercowego i komórce gruczołu ślinowego, ale uaktywniają one różne mechanizmy odpowiedzi, przez co w pierwszym przypadku zmniejsza ona częstotliwość skurczu mięśnia sercowego, w drugim powoduje wydzielanie śliny. W mięśniach szkieletowych, gdzie występuje odmienny receptor acetocholiny związanie przez niego acetylocholiny wywołuje ich skurcz.

### Regulacja przekazu sygnału
Większość najważniejszych wewnątrzkomórkowych białek sygnalizacyjnych zachowuje się jak przełączniki molekularne. Oznacza to, że pod wpływem sygnału przełączają się w stan aktywny i pozostają w nim dopóki jakiś inny proces ich nie wyłączy. Aby szlak sygnalizacyjny mógł przekazać kolejny sygnał, musi najpierw powrócić do stanu wyjściowego, zatem na każdemu mechanizmowi aktywującemu musi odpowiadać mechanizm inaktywacji. Białka działające w ten sposób można zasadniczo podzielić na białka o aktywności włączanej lub wyłączanej przez fosforylację oraz na białka, których aktywność zależy od tego, czy jest z nim związana cząsteczka GTP czy GDP.
Poza tym w systemach sygnalizacji komórkowej występują sprzężenia zwrotne: dodatnie (skutek stymuluje przyczynę i dalej narasta) oraz ujemne (skutek przeciwdziała przyczynie). Siła sygnału nie jest stała, ulega ona osłabieniu w stopniu zależnym od receptora. Mechanizm ten nazywany jest desensytyzacją lub adaptacją. Utrzymujące się podwyższone stężenie liganda powoduje zmniejszenie liczby aktywnych receptorów (np. przez fosforylację, internalizację, nasilony rozkład).
Czułość na pozakomórkowe sygnały może się znacząco różnić. Komórki są zwykle czułe już na niewielkie stężenia hormonów. Neurotransmitery uwalniane są w znacznie wyższych stężeniach w synapsach, przez co niepotrzebna jest wysoka czułość w receptorach postsynaptycznych. Czułość na sygnał często zależy od liczby i powinowactwa receptorów. Szczególnie ważnym mechanizmem zwiększania czułości całego systemu sygnalizacji jest amplifikacja (wzmocnienie) sygnału. Polega to na tym, że niewielka liczba aktywowanych receptorów wywołuje ogromną wewnątrzkomórkową odpowiedź przez aktywację wielu białek sygnalizacyjnych lub tworzenie dużej ilości wtórnych cząsteczek sygnalizacyjnych. Jeśli aktywacja tylko części receptorów wystarcza do osiągnięcia maksymalnego efektu (przekazu sygnału), to mówi się o rezerwie receptorowej. Jeżeli łańcuch reakcji jest krótki, składa się z niewielu elementów, to rezerwa ta jest zwykle niewielka.

### Agonisty i antagonisty
Substancje, które wiążą się specyficznie do receptora i wyzwalają kaskadę sygnałową (ligandy) są określane jako agonisty. Jeśli taka substancja wykazuje maksymalne działanie, jest nazywana pełnym agonistą; jeśli aktywność ta jest mniejsza, nazywana jest częściowym agonistą. Substancje te wpływają na równowagę stanu aktywnego receptora.
Istnieją również substancje, które wiążą się do receptora i hamują transdukcję sygnału – są to tzw. antagonisty. Wiele z nich wykorzystywanych jest w medycynie. Mogą one mieć znacznie większe powinowactwo do receptora niż ligand, który je aktywuje. Przykładem antagonisty jest propranolol (antagonista adrenaliny).
Antagonisty można podzielić na:
- antagonista kompetycyjny – wiążą się w tych samych miejscach do receptorów co agonisty, konkurują z nimi o miejsce, ale nie wywołują efektu jak oni;
- antagonista niekompetycyjny – w różny sposób osłabiają działanie agonisty, np. przez oddziaływanie na receptor w innym rejonie (działanie allosteryczne), co powoduje gorsze warunki dla wiązania agonisty;
- antagonista funkcjonalny – hamują działanie innego agonisty przez działanie agonistyczne na odmienne receptory;
- antagonista chemiczny – reagują chemicznie z substancją czynną i inaktywują ją, przez co nie może się ona już wiązać z receptorem[8].